# Лівіцький Олег Ярославович
Олег Ярославович Ліві́цький (нар. 19 вересня 1985, Тернопіль) — в минулому український футболіст, грав на позиції захисника. Після завершення кар'єри став футбольним тренером.

## Статистика виступів

### Аматорська ліга
| Сезон | Команда            | Турнір | Матчі | Голи |
| ----- | ------------------ | ------ | ----- | ---- |
| 2006  | Бровар (Микулинці) | кубок  | 1     | 0    |

### Професіональна ліга
| Сезон     | Команда            | Турнір    | Матчі | Голи |
| --------- | ------------------ | --------- | ----- | ---- |
| 2003–2004 | Нива (Тернопіль)   | чемпіонат | 1     | 0    |
| 2004–2005 | Нива (Тернопіль)   | чемпіонат | 17    | 1    |
| 2004–2005 | Нива (Тернопіль)   | кубок     | 1     | 0    |
| 2005–2006 | Нива (Тернопіль)   | чемпіонат | 15    | 0    |
| 2006–2007 | Нива (Тернопіль)   | чемпіонат | 13    | 0    |
| 2007–2008 | Нива (Тернопіль)   | чемпіонат | 19    | 0    |
| 2007–2008 | Нива (Тернопіль)   | кубок     | 2     | 0    |
| 2008–2009 | Нива (Тернопіль)   | чемпіонат | 19    | 1    |
| 2008–2009 | Нива (Тернопіль)   | кубок     | 1     | 0    |
| 2009–2010 | Нива (Тернопіль)   | чемпіонат | 27    | 0    |
| 2009–2010 | Нива (Тернопіль)   | кубок     | 1     | 0    |
| 2010–2011 | Олімпік (Донецьк)  | чемпіонат | 18    | 0    |
| 2010–2011 | Олімпік (Донецьк)  | кубок     | 1     | 0    |
| 2011–2012 | Олімпік (Донецьк)  | чемпіонат | 29    | 0    |
| 2012–2013 | Нива (Тернопіль)   | чемпіонат | 17    | 0    |
| 2012–2013 | Нива (Тернопіль)   | кубок     | 4     | 0    |
| 2013–2014 | Славутич (Черкаси) | чемпіонат | 21    | 0    |

## Досягнення
- Півфіналіст Кубка України 2013—2014
- Переможець турніру серед команд 2 ліги 2008—2009 та 2010—2011 років
- Бронзовий призер Чемпіонату України другої ліги 2012—2013